# Diastata striata
Diastata striata är en tvåvingeart som först beskrevs av Robert 1834.  Diastata striata ingår i släktet Diastata och familjen fritflugor.
Artens utbredningsområde är Belgien. Inga underarter finns listade i Catalogue of Life.